# Puerta del Socorro
Puerta del Socorro, o puerta de socorro, es el nombre que se da a la puerta de una fortaleza que sirve para recibir auxilio o poner a salvo la guardía si la fortaleza es tomada por el enemigo.

## Características
La puerta de socorro se encuentra especialmente en las ciudadelas, aunque también en otras fortalezas, da directamente al campo abierto y permite recibir por ella socorro desde el exterior, sobre todo en caso de un motín interior; también poner a salvo la guardía, cuando la ciudadela ha caído en poder del enemigo y no es posible prolongar su defensa.
Guarda semejanza con las poternas, aunque estas suelen tener menor dimensión y dan salida al foso de la fortaleza, aunque en ocasiones la salida queda más alta que la base del foso; sin embargo, las puertas de socorro son habitualmente mayores y dan directamente al campo abierto, salvando el foso mediante un puente levadizo. En cualquier caso no faltan poternas que reciben el nombre de Puerta del Socorro, como sucede en el Frente de Levante, de Melilla, en que recibe ese nombre una poterna que se abrió en el siglo XVII sobre el acantilado, labrando una rampa que sirvió como varadero que permitía operaciones de aprovisionamiento y relevos de personal.

## Ejemplos de puertas de socorro

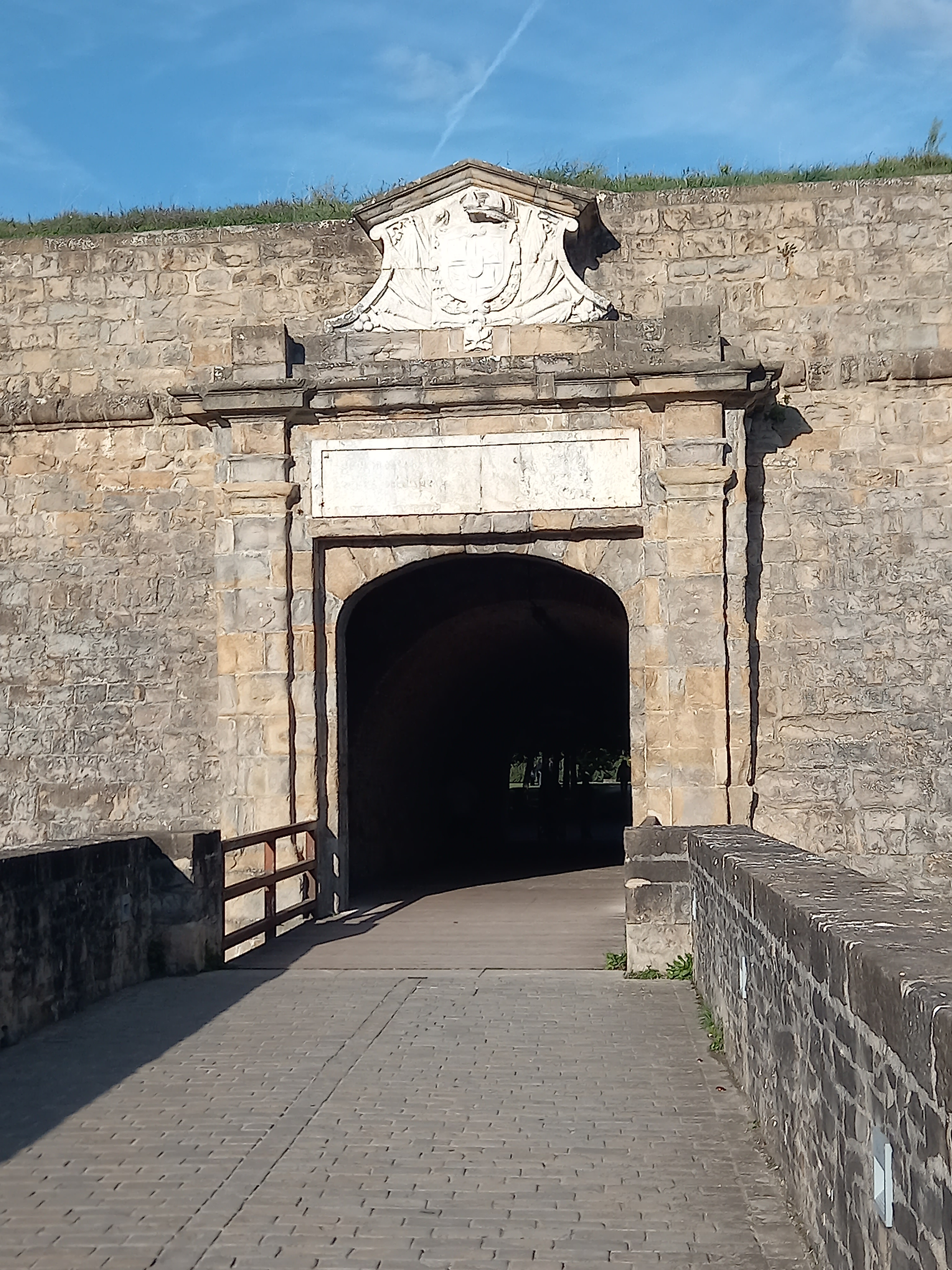
Ciudadela de Pamplona (Navarra)
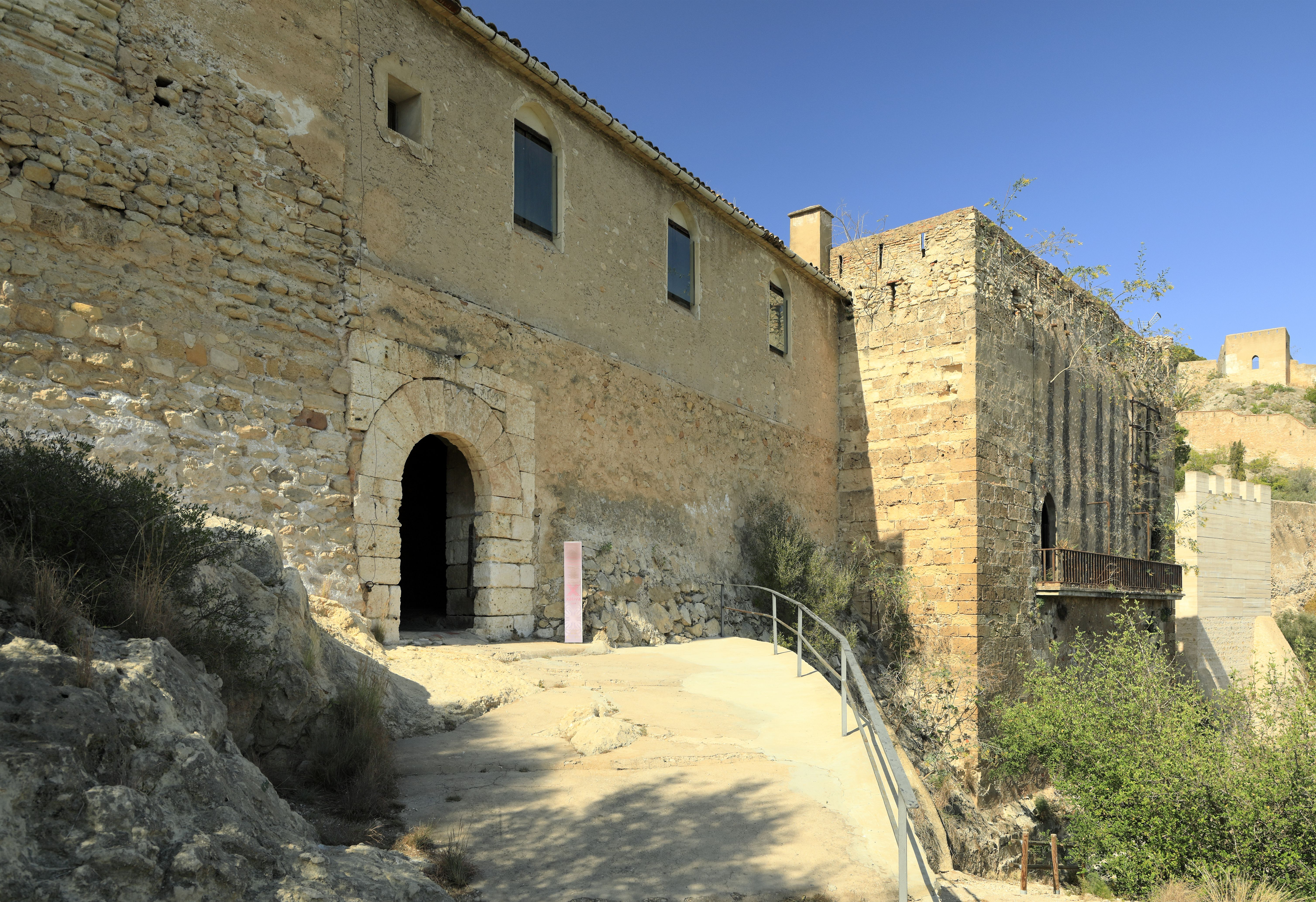
Castillo de Javea (Alicante)
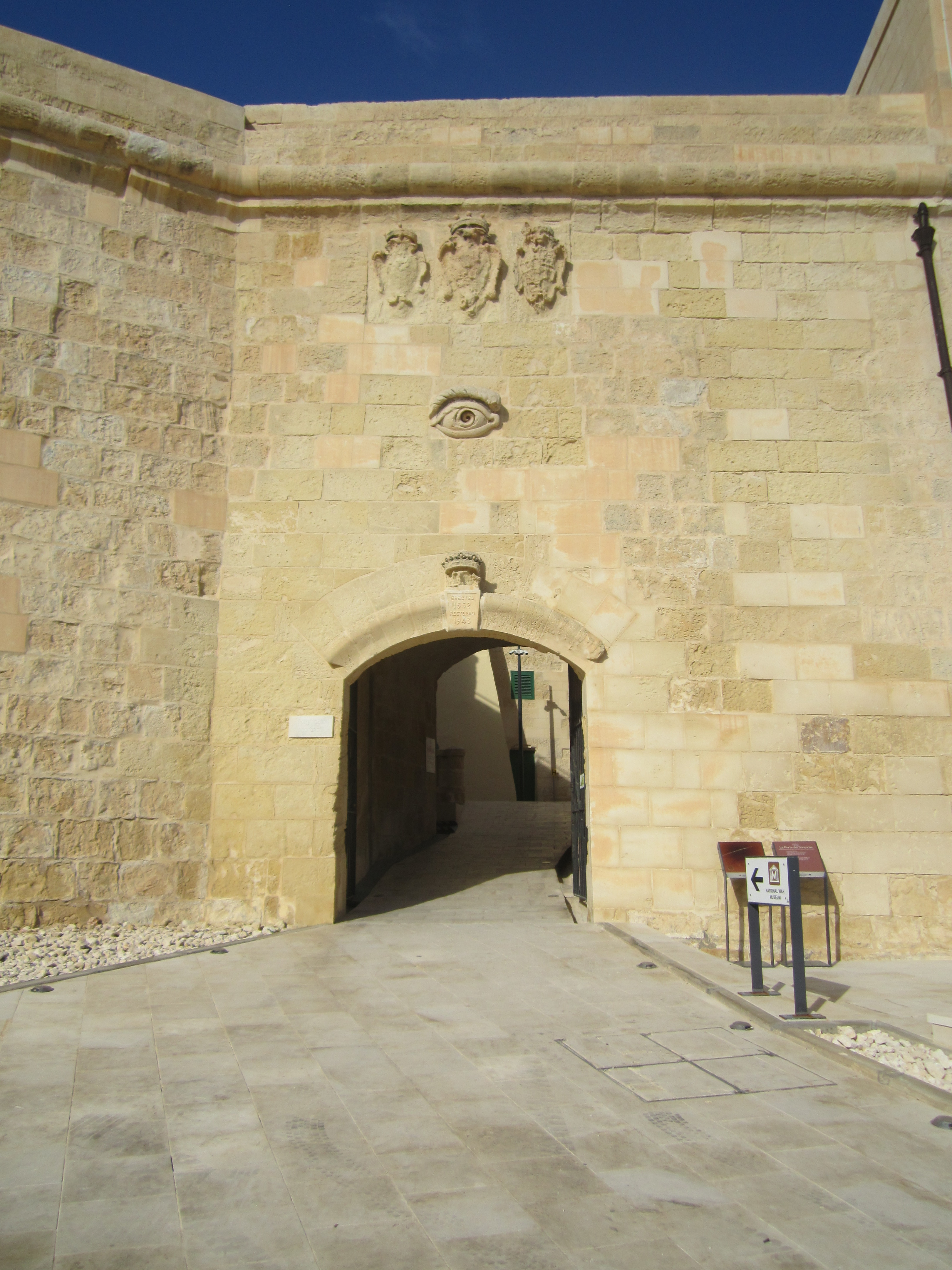
Fuerte de San Telmo, La Valeta (Malta)
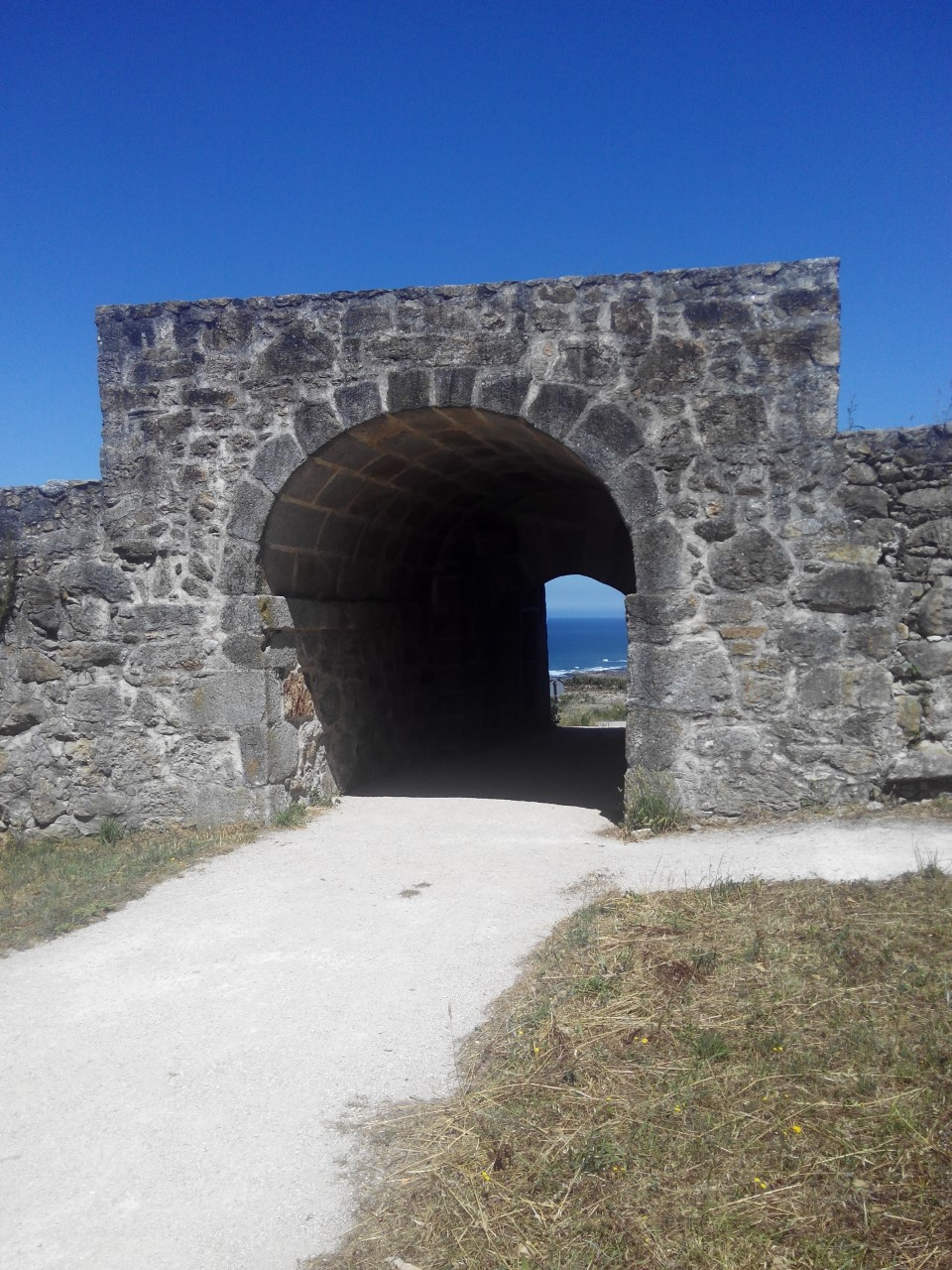
Fuerte de Santa Cruz, La Guardia (Pontevedra)
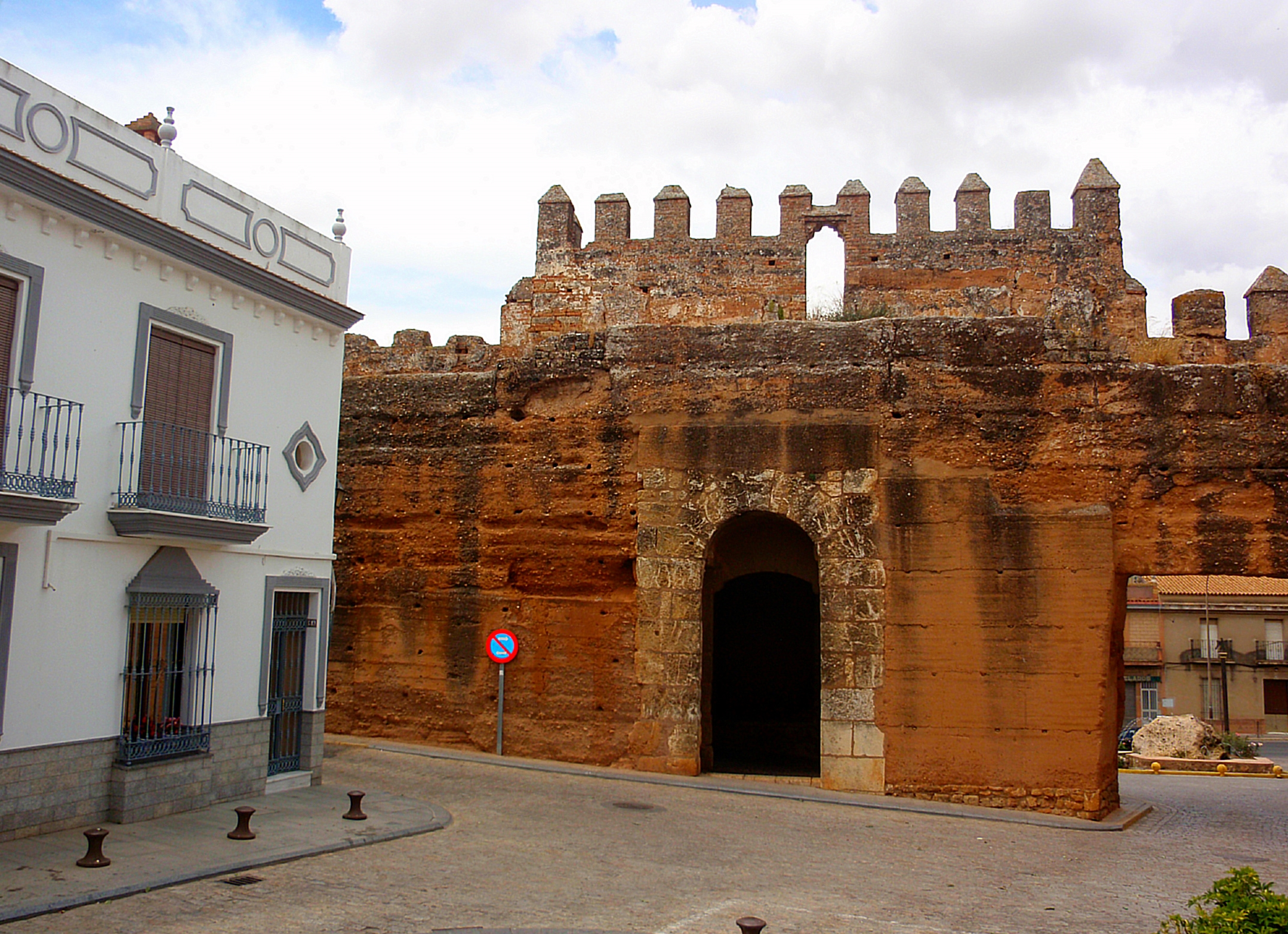
Murallas de Niebla (Huelva)